# Список святых, канонизированных папой римским Франциском
Список святых, канонизированных римским папой Франциском во время его понтификата с 2013 по 2025 года. За 12 лет папа канонизировал 942 святых, в том числе группу Отрантских мучеников (813 человек).

## Комментарии
1. ↑  Домингуш Карвалья, Амбросиу Франсиску Ферру, Антониу Вилела с дочерью, Жозе ду Порту, Франсиску де Бастус, Диогу Перейра, Жуан Лостан Наварру, Антониу Вилела Сид, Эстеван Машаду де Миранда с двумя дочерьми, Висенте де Соуза Перейра, Франсиску Мендес Перейра, Жуан да Силвейра, Симан Коррейя, Антониу Барашу, Матеуш Морейра, Жуан Мартинш с семью спутниками, Мануэл Родригес де Моура с женой, дочь Франсиску Диаса
2. ↑  Антонио и Хуан
3. ↑  Кармело Болта Баньюлс, Энгельберт Колланд, Никанор Асканио де Сориа, Педро Солер Мендес, Николас Мария Альберка Торрес, Агилар де ла Фронтера, Франсиско Пинасо Пенальвер, Хуан Якобо Фернандес-и-Фернандес, Франциск Массабки, Абдель Мути Массабки и Рафаил Массабки
4. ↑  Генриетта Иисуса, сестра Святого Людовика, Мария Распятия Христова, Шарлотта Воскресения Христова, Евфрасия Непорочного Зачатия Девы Марии, Тереза Непорочного Сердца Марии, Юлия-Луиза Иисуса, Тереза Святого Игнатия, Мария-Генриетта Божественного Провидения, Констанция Святого Дионисия, сестра Святой Марты, Мария Святого Духа, сестра Святого Франциска Ксаверия, Катрин Суарон и Тереза Суарон